# Los Limones, Puebla
Los Limones är en ort i Mexiko.   Den ligger i kommunen Xicotepec och delstaten Puebla, i den sydöstra delen av landet, 160 km nordost om huvudstaden Mexico City. Los Limones ligger 571 meter över havet och antalet invånare är 460.
Terrängen runt Los Limones är huvudsakligen kuperad, men västerut är den bergig. Runt Los Limones är det ganska tätbefolkat, med 149 invånare per kvadratkilometer. Närmaste större samhälle är Xicotepec de Juárez, 8,2 km sydväst om Los Limones. I omgivningarna runt Los Limones växer i huvudsak städsegrön lövskog.